# Albédo (alchimie)
Pour les articles homonymes, voir Albédo (homonymie).
L'albédo, terme latin signifiant blancheur, est en alchimie l'une des phases du Grand Œuvre, postérieure à celle du nigredo. Symbolisé par un cygne blanc, il prend le nom d'« Opera al Bianco », ou encore d'ablutio, purificatio, mundificatio, fissatio : il consiste en la purification de la masse informe issue du nigredo, lavant ses impuretés pour la préparer pour le rubedo qui suit. En langage chimique, cette phase correspond à la distillation, et sur le plan métaphorique à la libération de l'âme des liens de la corporéité.

## Caractéristiques
L'albédo permet de transformer le plomb en argent, intervenant dans la phase suivant la dissolution de la matière, la recomposant en une synthèse supérieure, selon la devise alchimique solve et coagula.
Il représente l'aube et la renaissance, parfois symbolisée par une femme ou une rose blanche. Il est également assimilé à l'élément eau pour sa valeur purificatrice et pour le fait que sa finalité est la création d'un fluide ou d'un liquide vital aux vertus régénératrices, semblable au mercure ou au vif-argent, connu sous le nom d'élixir de longue vie.
Au niveau macrocosmique, le blanc de l'albédo peut être associé à la lune, image de blancheur et de féminité, et parmi les métaux à l'argent. Vénus est une autre planète typiquement allusive à l 'albédo, anciennement appelée « Lucifer », c'est-à-dire porteuse de lumière, car elle déverse le blanc de la lumière et de la connaissance par opposition à l'obscurité du nigredo, bien que le Christ soit le seul capable de combiner cette connaissance avec le libre arbitre, et que l’on dise donc « verus Lucifer ».
Dans l'alchimie chrétienne, l'albédo consiste notamment en la Résurrection de Jésus après la Passion et le sacrifice sur la croix. Un autre épisode allégorique de l'albédo est le Baptême du Christ dans le Jourdain, marqué par la venue de la colombe blanche.
Vénus, comme l'âme, est aussi l'archétype de l'amour, de la beauté et de la créativité, qui agit comme un lien entre la condition sombre de l'ego et l'ouverture aux dimensions supérieures de l'esprit.
L'alternance du blanc et du noir est souvent présente au sol de l'entrée des temples maçonniques, pavée de carreaux noirs et blancs comme un échiquier, pour rappeler le dualisme de la lumière et des ténèbres, de l'esprit et de la matière, des puissances bénéfiques et maléfiques.

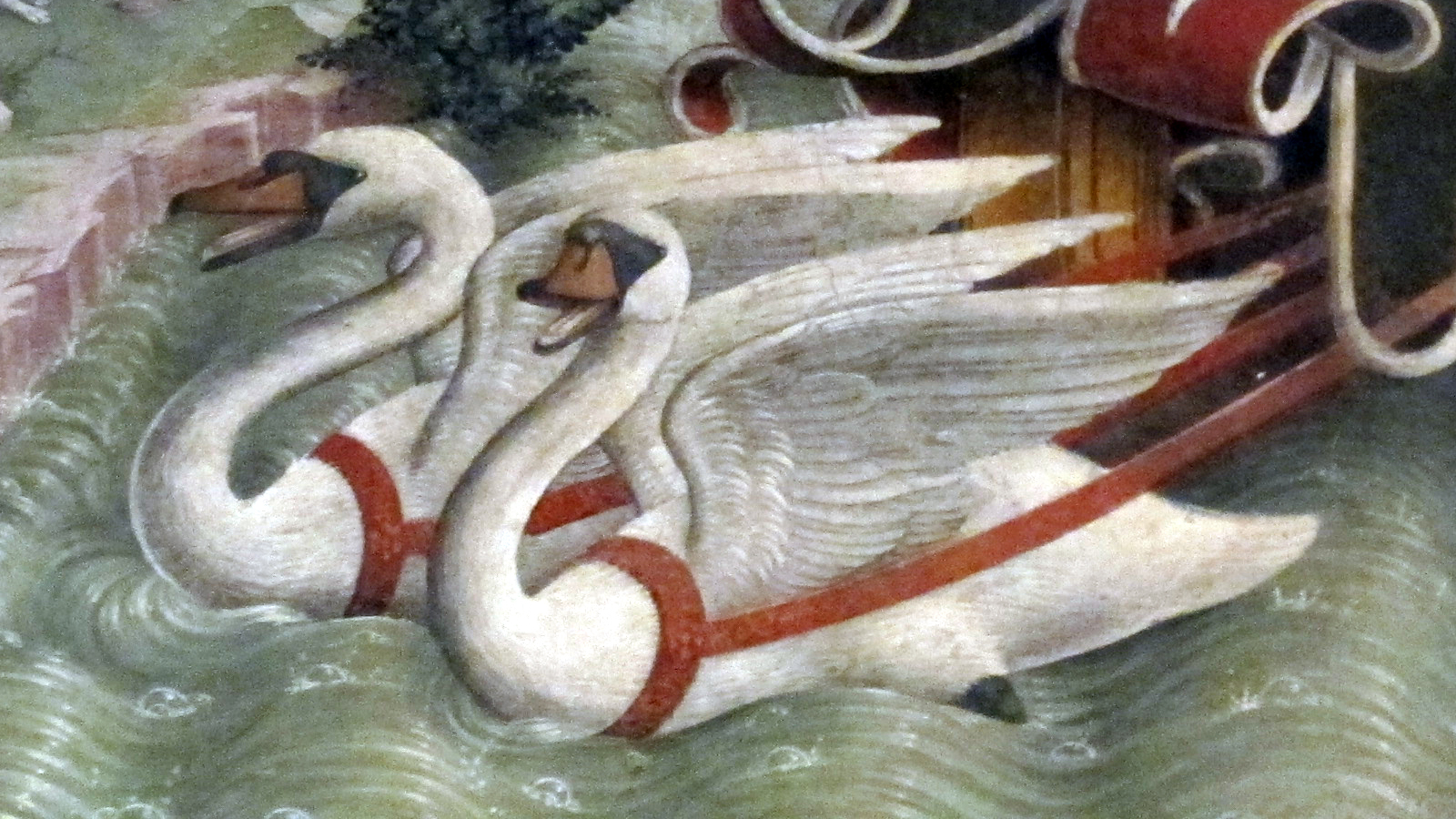
Cygnes blancs, symboles de lalbédo, détail du Mois d'avril dei Francesco del Cossa, fresque du palazzo Schifanoia à Ferrare.

Dans la Divine Comédie, la phase de l'albédo correspond à l'ascension par le Purgatoire de Dante et de Virgile.
Les alchimistes attribuaient l'humeur flegmatique à l'albédo.

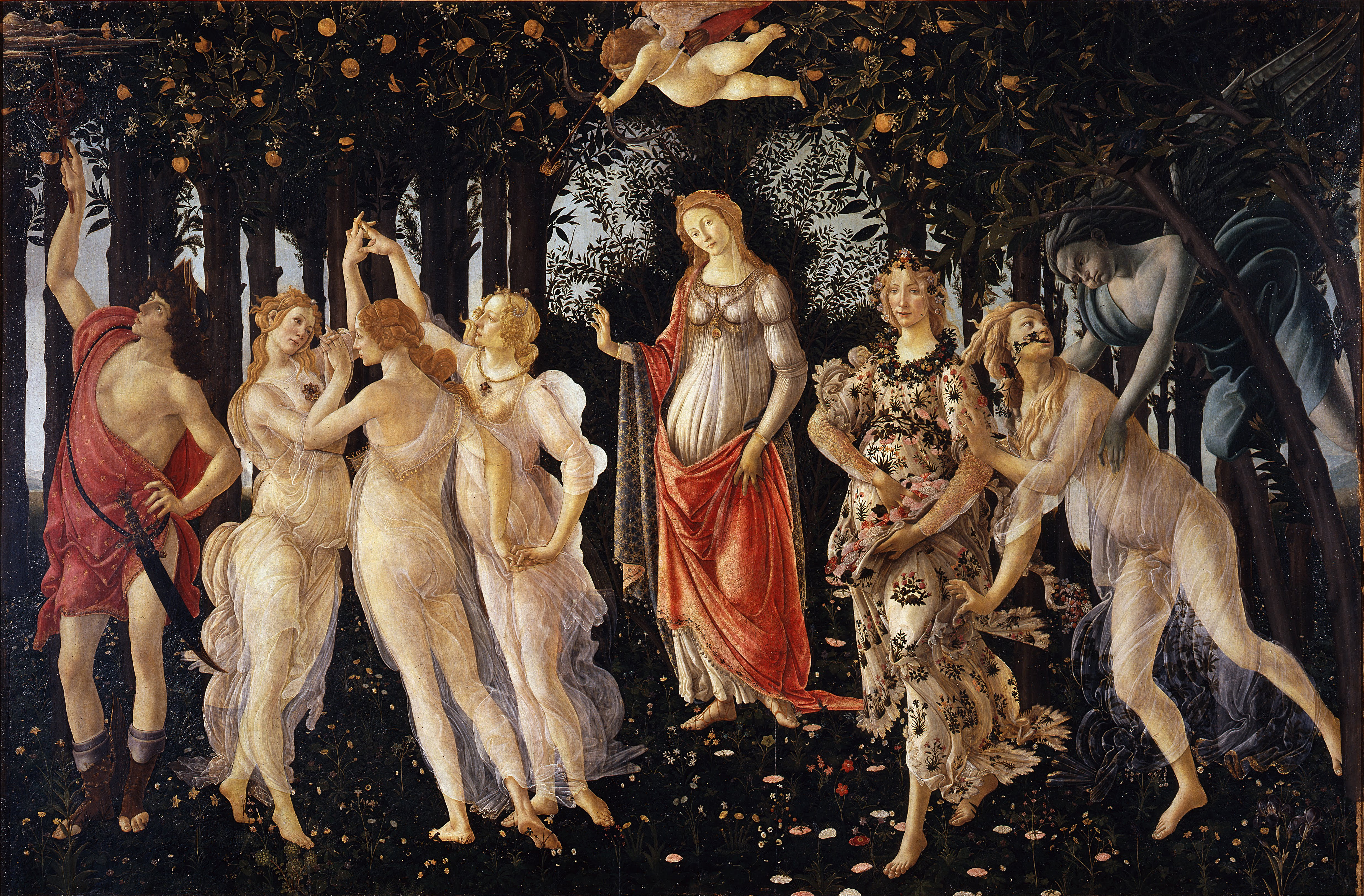
Le Printemps (Botticelli) est un autre des noms attribués à l'albédo, après la phase hivernale du nigredo.
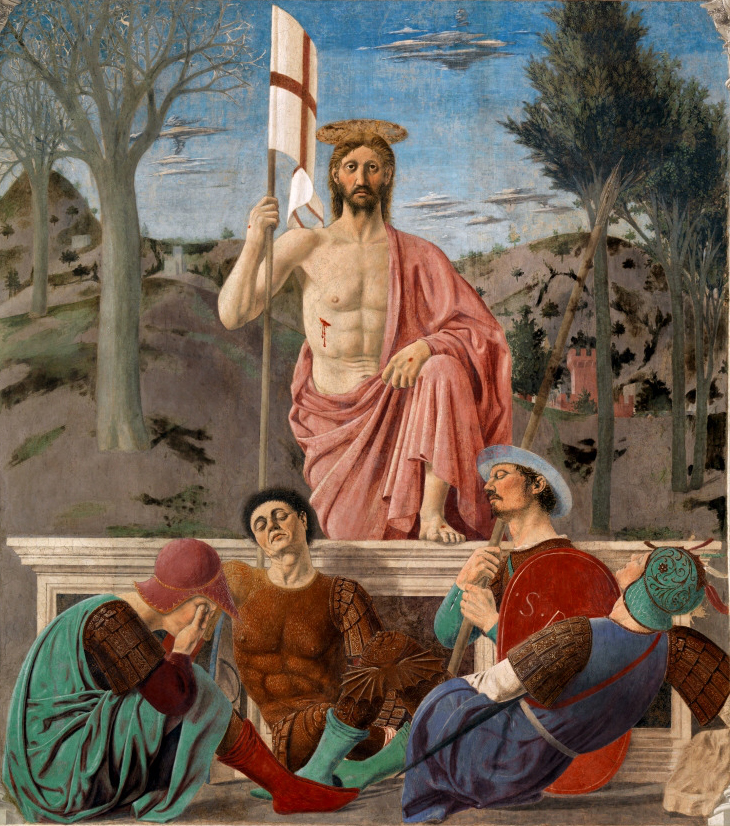
La Résurrection (Piero della Francesca), expression du réveil du sommeil comme dans l'albédo alchimique.
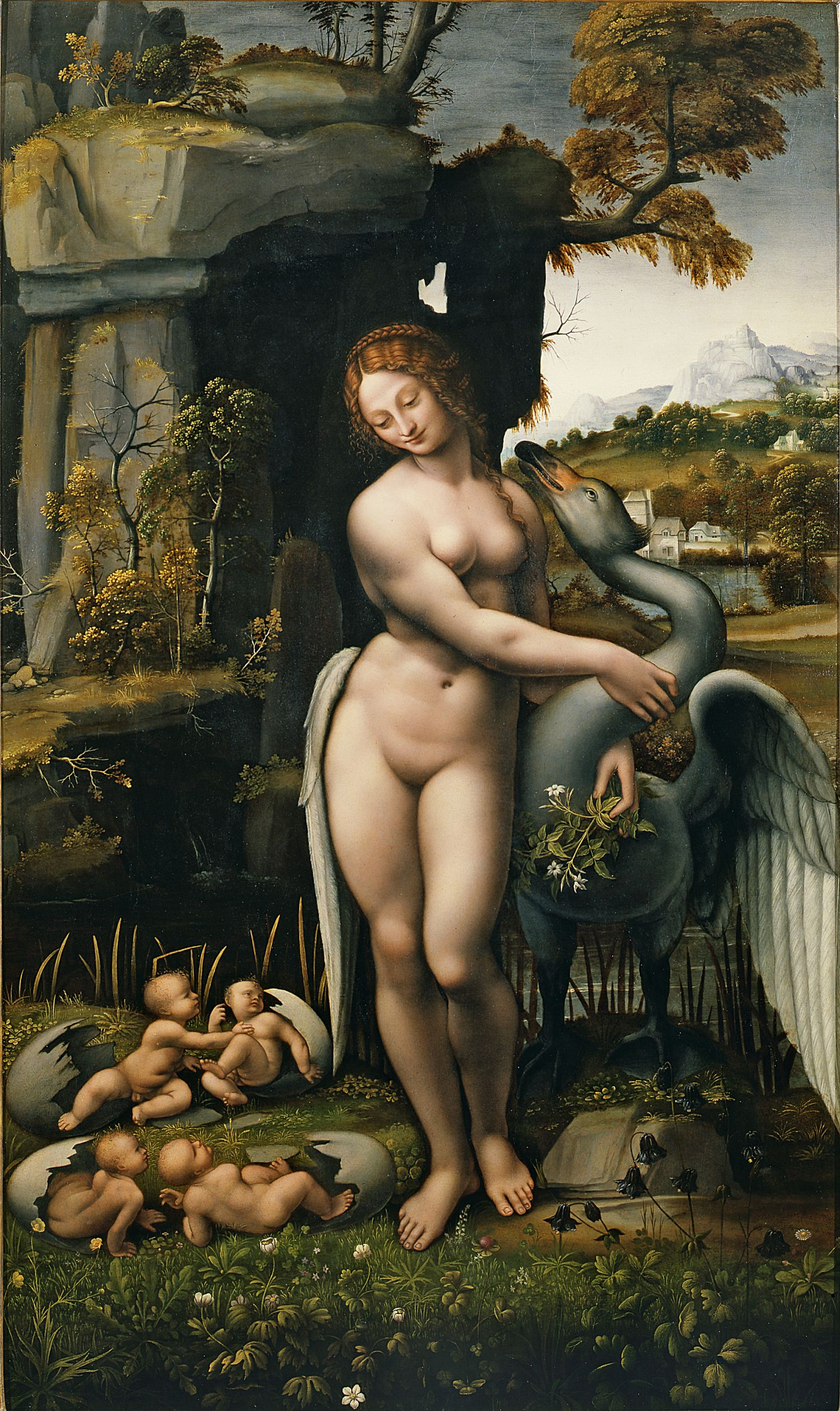
Léda et le Cygne de Francesco Melzi fait référence au mythe hermétique du dieu Jupiter transformé en cygne pour rejoindre une mortelle, comme dans le mystère de la fécondité de l'albédo.
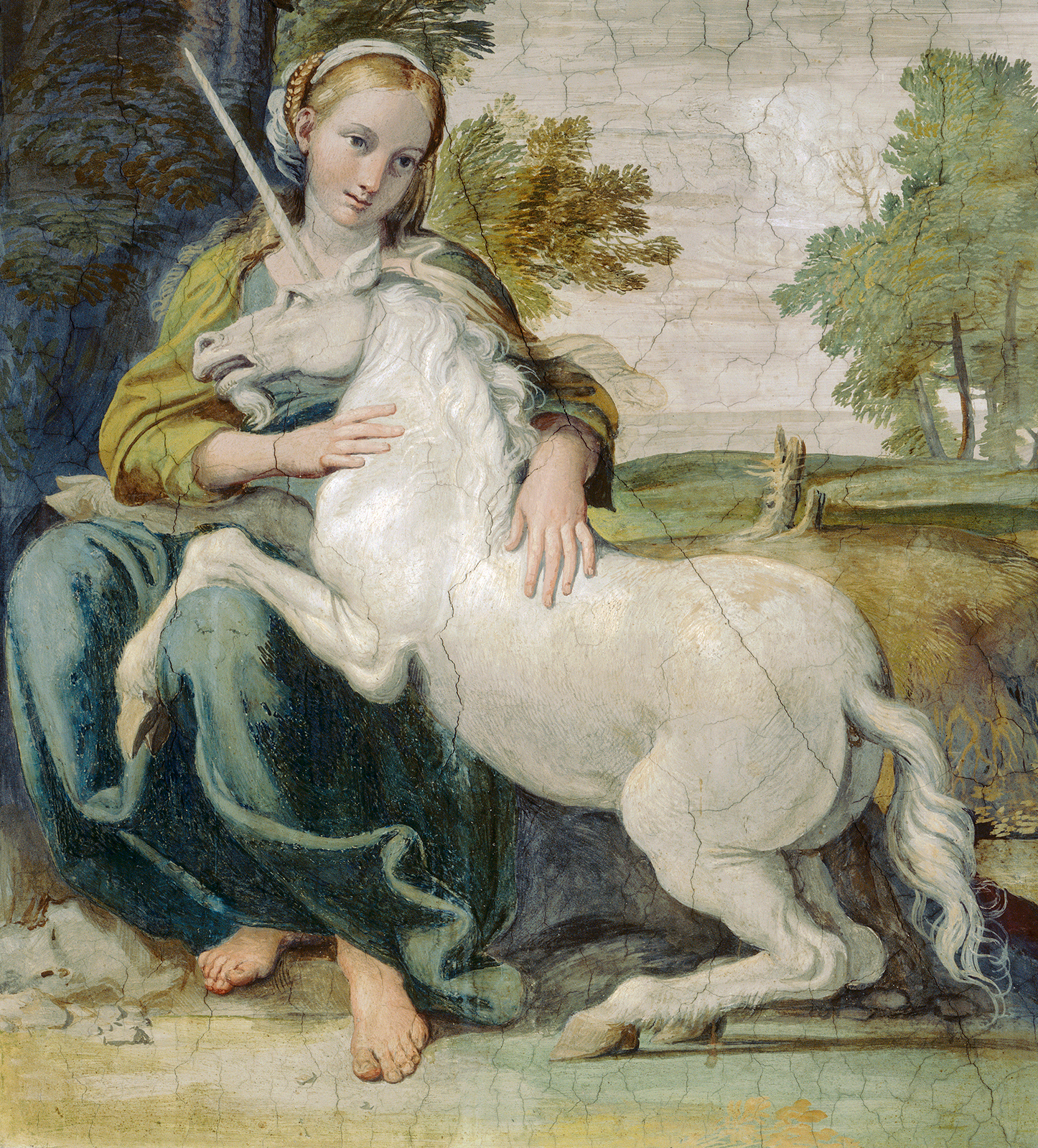
La licorne, autre symbole de l'albédo.
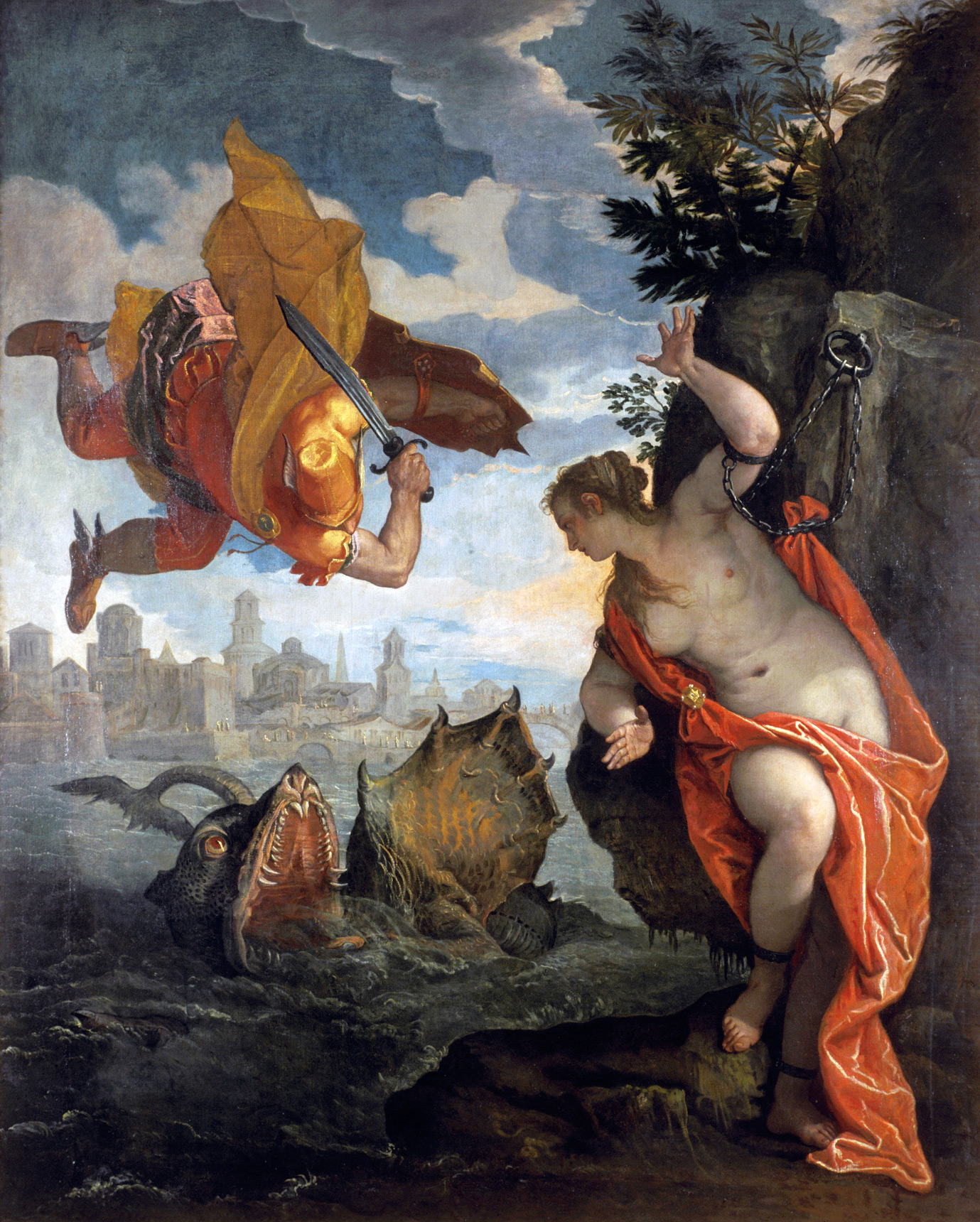
Le mythe de la libération d'Andromède par Perseo (tableau de Veronese) est récurrent dans les allégories alchimiques.

## Analogies avec le psychisme

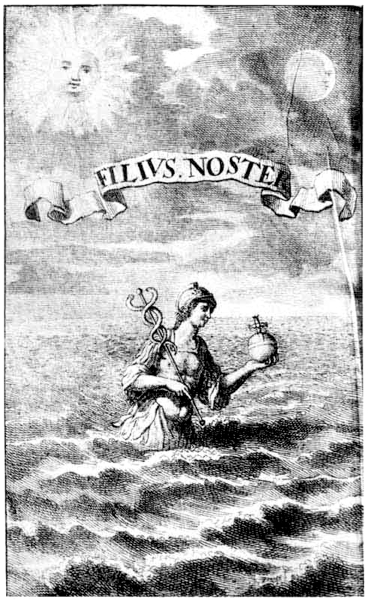
L'eau mercurielle divine, d'après les écrits alchimiques de Baro Urbigerus de 1705.

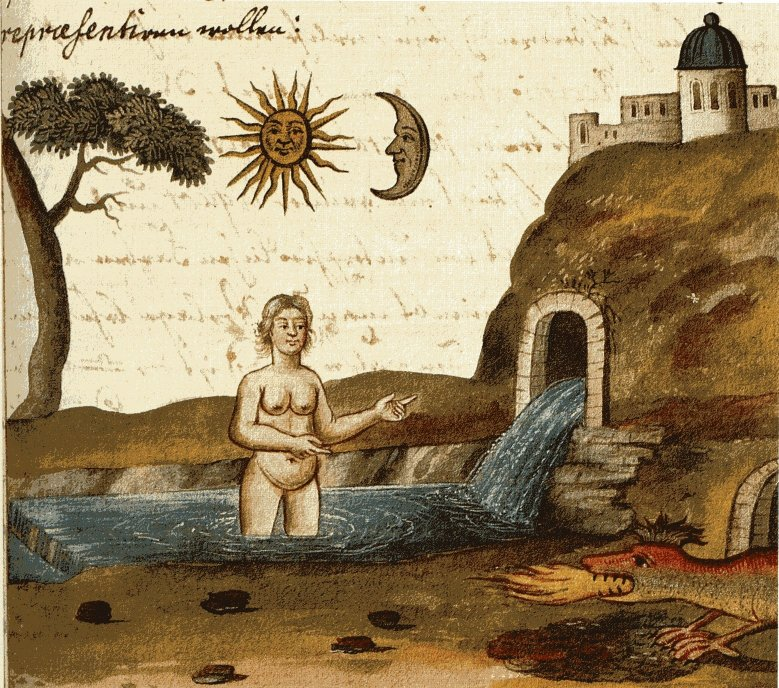
Source d'eau mercurielle, d'après Clavis Artis (1738).

Dans le domaine de la psychologie analytique, Jung assimile l' albédo à la révélation de l'archétype de l'anima chez l'homme, et de l'animus chez la femme. Selon Jung, le sujet, après avoir pris conscience des aspects négatifs de sa propre Ombre, a appris non pas à les projeter à l'extérieur, mais à les confronter de manière constructive, sortant de l'identification inconsciente avec l'inconscient collectif indifférencié, et se retirant consciemment, par la réflexion, dans le processus d’identification de soi. L'albédo consiste finalement dans la distillation du moi de l'inconscient.